# Joe Dallesandro
Joe Dallesandro est un acteur américain né le 31 décembre 1948 à Pensacola en Floride.

## Biographie
Après quelques photos comme modèle et films pornographiques, il est découvert à l'âge de 18 ans à New York par Andy Warhol, qui est fasciné par son corps sculptural et le filme dès 1967, dans ****.
Paul Morrissey le filme également à plusieurs reprises et fait de lui un sex-symbol du cinéma underground, avec la trilogie Flesh, Trash et Heat (1968-1972).
Sa célébrité le conduit en Europe où il tourne en Italie et en France, notamment avec Louis Malle (Black Moon), Serge Gainsbourg (Je t'aime moi non plus), Jacques Rivette (Merry-Go-Round), Walerian Borowczyk (La Marge) et Catherine Breillat (Tapage nocturne).
Au début des années 1980, il regagne les États-Unis et entame une nouvelle carrière, apparaissant entre autres dans la série télévisée Deux flics à Miami (Miami Vice) et au cinéma chez Francis Ford Coppola (Cotton Club), Blake Edwards (Meurtre à Hollywood), John Waters (Cry-Baby) et Steven Soderbergh (L'Anglais).
En 2009, il est récompensé au Festival international du film de Berlin par un Teddy Award spécial.
En 2012, il est nommé en qualité de Chevalier dans l'ordre des Arts et des Lettres (promotion des personnalités étrangères du 13 avril 2012) par Frédéric Mitterrand, ministre de la Culture et de la Communication.
Dans le cadre de la campagne publicitaire « Saint Laurent Music Project », Hedi Slimane, directeur de création d’Yves Saint Laurent, photographie en 2014 l’égérie warholienne.
Joe Dallesandro est bisexuel. Marié à trois reprises, il a deux enfants.

## Filmographie

### Cinéma
- 1967 : Four Stars d'Andy Warhol : le lutteur universitaire
- 1968 : The Loves of Ondine d'Andy Warhol et Paul Morrissey : le lutteur universitaire
- 1968 : Flesh de Paul Morrissey : Joe, le prostitué
- 1968 : San Diego Surf d'Andy Warhol : Joe
- 1969 : Lonesome Cowboys d'Andy Warhol : Little Joe
- 1970 : Trash de Paul Morrissey : Joe Smith
- 1972 : Heat de Paul Morrissey : Joey Davis
- 1974 : De la chair pour Frankenstein (Flesh for Frankenstein) de Paul Morrissey et Antonio Margheriti : Nicholas, le palefrenier
- 1974 : Du sang pour Dracula (Blood for Dracula) de Paul Morrissey et Antonio Margheriti : Mario Balato, le serviteur
- 1974 : The Gardener (en) de James H. Kay : Carl, le jardinier
- 1974 : L'Orgasme dans le placard (Donna è bello) de Sergio Bazzini : Walter
- 1975 : Black Moon de Louis Malle : le frère de Lily
- 1975 : La Bagarre du samedi soir (Il tempo degli assassini) de Marcello Andrei : Pierro Giaranaldi
- 1975 : Les Furieux (Fango bollente) de Vittorio Salerno : Ovidio Mainardi
- 1975 : Calore in provincia (it) de Roberto Bianchi Montero
- 1975 : L'Ambitieux (L'ambizioso) de Pasquale Squitieri : Aldo, le grimpeur
- 1976 : Je t'aime moi non plus de Serge Gainsbourg : Krassky
- 1976 : La Marge de Walerian Borowczyk : Sigimond Pons
- 1976 : L'ultima volta d'Aldo Lado : Perikles
- 1978 : Un cœur simple (Un cuore semplice) de Giorgio Ferrara : Teodoro
- 1978 : Safari Rally (6 000 km di paura) de Bitto Albertini : Joe Massi
- 1979 : La Petite Sœur du diable (Suor Omicidi) de Giulio Berruti : Dr Patrick Roland
- 1979 : Tapage nocturne de Catherine Breillat : Jim
- 1979 : Fred Brauner préfère la bière (court métrage) de Pierre Wallon
- 1980 : Vacanze per un massacro de Fernando Di Leo : Joe Brezzi
- 1980 : Parano de Bernard Dubois : Le psychiatre
- 1981 : Merry-Go-Round de Jacques Rivette : Ben
- 1982 : Queen Lear de Mokhtar Chorfi : Joseph Kunz, le père
- 1984 : Cotton Club (The Cotton Club) de Francis Ford Coppola : Charles "Lucky" Luciano
- 1986 : Fortune Dane d'Allen Baron et John Patterson : Tommy Nicautri
- 1987 : Toubib malgré lui (Critical Condition) de Michael Apted : Stucky
- 1988 : Meurtre à Hollywood (Sunset) de Blake Edwards : Dutch Kieffer
- 1988 : Private War de Frank De Palma : Vince Rayner
- 1988 : Double Revenge d'Armand Mastroianni : Joe Halsey
- 1990 : Cry-Baby de John Waters : le père de Milton
- 1990 : Un ange... ou presque (Almost an Angel) de John Cornell : le chef cagoulé à la banque
- 1991 : Inside Out, segment The Diaries de Lizzie Borden et Adam Friedman : Richard
- 1991 : Wild Orchid II: Two Shades of Blue de Zalman King : Jules
- 1992 : Love Is Like That de Jill Goldman : Boss
- 1992 : Le Démon des armes (Guncrazy) de Tamra Davis : Rooney
- 1994 : Revocator (Sugar Hill) de Leon Ichaso (en) : Tony Adamo
- 1995 : Theodore Rex de Jonathan R. Betuel : Rogan
- 1998 : I Love L.A. (L.A. Without a Map) de Mika Kaurismäki : Michael
- 1999 : L'Anglais (The Limey) de Steven Soderbergh : Oncle John
- 2002 : Pacino Is Missing d'Eric M. Galler : Sal Colletti
- 2008 : 3 Stories About Evil (en) (court métrage) de Michael Frost : Jean Maries
- 2015 : Citizens d'Alex Monty Canawati : Joe
- 2022 : Babylon de Damien Chazelle : Charlie le photographe
- 2023 : 24 Hour Sunset de Édouard de Luze et Charles Derenne : narration

### Télévision
- 1977 : Contrat à Cherry Street (Contract on Cherry Street) (téléfilm) de William A. Graham : chauffeur de camion (non crédité)
- 1984 : Deux flics à Miami (Miami Vice) (série télévisée), Saison 1, épisode 6 One Eyed Jack de Lee H. Katzin : Vincent 'Vinnie' DeMarco
- 1987 : Deux flics à Miami (Miami Vice) (série télévisée), Saison 3, épisode 13 Down for the Count : Part II de Richard Compton : Alfredo Giulinni

- 1987 : Un flic dans la mafia (Wiseguy) (série télévisée), Saison 1, 4 épisodes : Paul Patrice
- 1988 : Le Voyageur (The Hitchhiker) (série télévisée), Saison 5, épisode 15 Fashion Exchange de John Laing : Gerard
- 1989 : The Hollywood Detective (téléfilm) de Kevin Connor : Eddie Northcott
- 1990 : Matlock (série télévisée), Saison 4, épisodes 20 et 21 The Informer Part I et Part II de Harvey S. Laidman : Bobby Boyd

## Divers
- Lou Reed fait allusion à Joe Dallesandro, en l'appelant « Little Joe » dans sa célèbre chanson Walk on the Wild Side.